# Conus lyelli
Espèce
Conus lyelli est une espèce fossile de mollusques gastéropodes marins de la famille des Conidae.

## Description
La taille de la coquille atteint 29,4 mm. Conus lyelli montre des tubercules sur tous les verticilles postnucléaires. Cette espèce est différente de toutes les espèces existantes connues. Cela suggère qu'elle, ainsi que Conus xenicus, pourraient être des membres d'un clade éteint d'escargots à cône.

## Distribution
Cette espèce marine n'est connue qu'à l'état fossile dans le Néogène de la République dominicaine.

## Taxonomie

### Publication originale
L'espèce Conus lyelli a été décrite pour la première fois en 2015 par le malacologiste américain Jonathan R. Hendricks (d),,.